# Пелевин, Виктор Олегович
Ви́ктор Оле́гович Пеле́вин (род. 22 ноября 1962, Москва, СССР) — советский и российский писатель, эссеист. Лауреат многочисленных литературных премий, среди которых «Золотой шар» (1990), «Малый Букер» (1993), «Национальный бестселлер» (2004), «Большая книга» (2010, 3-е место) и премия Андрея Белого (2017). Неоднократно входил в список претендентов на Нобелевскую премию по литературе.
Пелевин заявил о себе в 1990-х годах такими работами как «Омон Ра», «Чапаев и Пустота» и «Generation „П“». С 2003 года выпускает в среднем по одной новой книге в год, многие из которых становились литературными событиями.

## Биография
Родился 22 ноября 1962 года в Москве. Отец — Олег Анатольевич Пелевин, преподаватель военной кафедры МГТУ имени Н. Э. Баумана, в прошлом — кадровый офицер ПВО; мать — Зинаида Семёновна Пелевина (урождённая — Ефремова), работала заведующей отделом в одном из центральных гастрономов Москвы. Семья Пелевиных вчетвером (вместе с бабушкой) жила в коммунальной квартире в доме на Тверском бульваре, позже переехала в отдельную трёхкомнатную квартиру в районе Северное Чертаново.
В 1979 году Виктор окончил среднюю школу № 31 с английским уклоном (сейчас это гимназия имени Капцовых № 1520). Эта школа находилась в центре Москвы, на улице Станиславского (теперь это Леонтьевский переулок), считалась престижной. После школы поступил в Московский энергетический институт (МЭИ) на факультет электрификации и автоматизации промышленности и транспорта, который окончил в 1985 году. В апреле того же года Пелевин был принят на должность инженера кафедры электрического транспорта МЭИ. Упоминалось также, что он служил в армии, в Военно-воздушных силах, однако годы его службы не назывались.
В 1987 году (по другим данным — в апреле 1985 года) поступил в очную аспирантуру МЭИ, в которой проучился до 1989 года (диссертацию, посвящённую проекту электропривода городского троллейбуса с асинхронным двигателем, не защищал).
В 1989 году поступил в Литературный институт имени А. М. Горького, на заочное отделение (семинар прозы Михаила Лобанова). Однако и здесь он проучился недолго: в 1991 году его отчислили с формулировкой «за отрыв от института» (сам Пелевин говорил, что его отчислили с формулировкой «как утратившего связь» с вузом). По признанию самого писателя, учёба в Литературном институте ничего ему не дала.
Во время учёбы в Литературном институте Пелевин познакомился с молодым прозаиком Альбертом Егазаровым и поэтом (позднее — литературным критиком) Виктором Куллэ. Егазаров и Куллэ основали своё издательство (сначала оно называлось «День», затем «Ворон» и «Миф»), для которого Пелевин, как редактор, подготовил трёхтомник американского писателя и мистика Карлоса Кастанеды.
С 1989 по 1990 год работал штатным корреспондентом журнала «Face to Face». Сотрудничал с журналом «Наука и религия». Так, в 1989 году в «Науке и религии» был опубликован короткий рассказ Пелевина «Колдун Игнат и люди» (№ 12, 1989, с. 29), который стал его литературным дебютом, а в следующем номере (№ 1, 1990, с. 50—54) была опубликована его статья «Гадание на рунах, или Рунический оракул Ральфа Блума». В «Науке и религии» также впервые был опубликован фантастический рассказ «Реконструктор» (№ 4, 1990, с. 58—59). В 1990 году в журнале «Химия и жизнь» (№ 3, 1990, с. 94—106) Пелевин опубликовал свою первую повесть «Затворник и Шестипалый», а в следующем году в том же журнале впервые вышел в свет его рассказ «Жизнь и приключения сарая Номер XII» (№ 7, 1991, с. 100—104). В 1991 году активно сотрудничал с журналом «Знание — сила», в котором за год опубликовал четыре рассказа: «Хрустальный мир» (№ 3), «Правитель» (№ 5), «Луноход» и «Откровение Крегера» (оба в № 9).
В 1991 году отдельной книгой вышел первый авторский сборник рассказов «Синий фонарь». Сначала книга не была замечена критиками, однако спустя два года Пелевин получил за неё Малую букеровскую премию.
В марте 1992 года в журнале «Знамя» был опубликован роман Пелевина «Омон Ра», который привлёк внимание литературных критиков, а в 1993 году получил премии «Интерпресскон» и «Золотая улитка». В апреле 1993 года в том же журнале был опубликован следующий роман Пелевина — «Жизнь насекомых».
В 1993 году Пелевин опубликовал в «Независимой газете» эссе «Джон Фаулз и трагедия русского либерализма». Это эссе, бывшее ответом писателя на неодобрительную реакцию некоторых критиков на его творчество, впоследствии стало упоминаться в СМИ как «программное». В том же году Пелевин был принят в Союз журналистов России.
В 1996 году в журнале «Знамя» был опубликован роман Пелевина «Чапаев и Пустота». Критики говорили о нём как о первом в России «дзен-буддистском» романе, сам же писатель называл это своё произведение «первым романом, действие которого происходит в абсолютной пустоте». Роман получил премию «Странник-97», а в 2001 году вошёл в короткий список одной из наиболее престижных в мире премий — Дублинской литературной премии (International IMPAC Dublin Literary Award).
В 1999 году вышел «саркастический и ностальгический» роман Пелевина «Generation П». Во всём мире было продано более 3,5 миллиона экземпляров романа, книга получила ряд премий, в частности, «Бронзовая улитка» и немецкую литературную премию имени Рихарда Шёнфельда, и приобрела статус культовой.
В 2001 году опубликовал философское эссе «Подземное небо», посвящённое загадочному и таинственному миру Московского метрополитена, его мрачным легендам и мистической связи с религиозным наследием античности.
В 2003 году вышел сборник «Диалектика переходного периода. Из ниоткуда в никуда» («DПП. NN»), за который писатель получил премию Аполлона Григорьева в 2003 году и премию «Национальный бестселлер» в 2004 году. Кроме того, «DПП (NN)» вошёл в короткий список премии Андрея Белого за 2003 год.
В 2004 году был издан шестой роман «Священная книга оборотня».
В 2006 году издательство «Эксмо» выпустило роман «Empire V», который вошёл в короткий список премии «Большая книга». Текст «Empire V» появился в Интернете ещё до публикации романа. Представители «Эксмо» утверждали, что это произошло в результате кражи, однако некоторые предполагали, что это был маркетинговый ход издательства.
В полночь с четвёртого на пятое октября 2008 г. вышла в продажу книга П⁵. Первые пятьдесят покупателей получили книгу с автографом автора.
В октябре 2009 года вышел роман «t». Автор книги стал лауреатом пятого сезона Национальной литературной премии «Большая книга» (2009—2010, третий приз) и стал победителем читательского голосования.
В декабре 2010 года в продажу поступил сборник повестей и рассказов «Ананасная вода для прекрасной дамы», попавший в лонг-лист национальной литературной премии «Большая книга» (сезон 2010/11).
В декабре 2011 года выпустил в издательстве «Эксмо» роман «S.N.U.F.F.». В феврале следующего года это произведение получило премию «Электронная книга» в номинации «Проза года».
В марте 2013 года вышел одиннадцатый роман Пелевина «Бэтман Аполло», представляющий собой продолжение романа «Empire V».
Затем выходили романы «Любовь к трём цукербринам» (2014), «Смотритель» (2015), «Лампа Мафусаила, или Крайняя битва чекистов с масонами» (2016).
В сентябре 2017 года вышел роман «iPhuck 10», который получил Премию Андрея Белого в номинации «Проза» за 2017 год.
В сентябре 2018 года вышел роман «Тайные виды на гору Фудзи».
В августе 2019 года вышла книга «Искусство лёгких касаний». Книга включает в себя три повести, одна из которых продолжает события предыдущего романа «Тайные виды на гору Фудзи».
В августе 2020 года был опубликован роман «Непобедимое Солнце».
В августе 2021 года был опубликован роман в рассказах «Transhumanism Inc.».
В сентябре 2022 года был опубликован роман «KGBT+», являющийся продолжением предыдущего романа «Transhumanism Inc.».
В ноябре 2022 года вышел документальный фильм «Пелевин» режиссёра Родиона Чепеля. Автор изучил архивы и ранние произведения Пелевина, взял интервью у знакомых писателя, его друзей детства, коллег и исследователей творчества литератора.
В 2023 году был опубликован роман «Путешествие в Элевсин», являющийся продолжением двух предыдущих романов «KGBT+» и «Transhumanism Inc.».
В сентябре 2024 года стало известно, что Виктор Пелевин в этом году выпустит новый роман «Круть». Произведение будет доступно в аудио и в электронной версиях. 3 октября 2024 года в 20:24 книга поступила в продажу.

### Частная жизнь
Как отмечали СМИ, Пелевин известен тем, что не входит в «литературную тусовку», не появляется на публике, очень редко даёт интервью и предпочитает общение в Интернете. Всё это стало поводом для разных слухов: утверждалось, например, что писателя вообще не существует, а под именем «Пелевин» работает группа авторов или компьютер. Например, Александр Гордон в программе «Закрытый показ» (эфир 17.02.2012) высказал сомнение в самом существовании такого человека, как писатель Пелевин. Однако были обнаружены люди, непосредственно знавшие Пелевина: его одноклассники, однокурсники, преподаватели, коллеги, а режиссёр Борис Караджев снял документальный фильм «Писатель П. Попытка идентификации», в основе которого лежат рассказы людей, лично знакомых с писателем. В мае 2011 года появилась информация, что Пелевин будет лично присутствовать на церемонии вручения премии «Супер нацбест». Особо отмечалось, что это должно было быть первое появление писателя на публике. Но, вопреки ожиданиям, Пелевин на церемонию не пришёл.
Писатель Дмитрий Быков в 2018 году утверждал, что видел Пелевина последний раз 12 лет назад, при этом, где живёт писатель, никто не знает точно, «потому что Пелевин живёт в астрале».
Пелевин, предположительно, не женат. По данным на начало 2000-х годов, он жил в Москве, в районе Чертаново.
По свидетельствам людей, знающих писателя лично, своё увлечение буддизмом Пелевину удаётся сочетать с практичностью «в денежных вопросах». Пелевин неоднократно подчёркивал: несмотря на то, что его герои принимают наркотики, сам он наркоманом не является, хотя в молодости и экспериментировал с веществами, изменяющими сознание.
В декабре 2018 года СМИ сообщили, что писатель Виктор Пелевин зарегистрировался в реестре индивидуальных предпринимателей в территориальном управлении Пенсионного фонда в Северном Чертанове.
В ноябре 2021 года редакция «Mash» опубликовала итоги расследования, направленного на поиски писателя. По версии редакции, Виктор Пелевин живёт в отеле на острове Самуй в Таиланде с 2020 года.

## Сочинения

### Романы
- 1991 — Омон Ра
- 1993 — Жизнь насекомых
- 1996 — Чапаев и Пустота
- 1999 — Generation «П»
- 2003 — Числа (в составе сборника ДПП (NN))
- 2004 — Священная книга оборотня
- 2005 — Шлем ужаса: Креатифф о Тесее и Минотавре
- 2006 — Empire V
- 2009 — t
- 2011 — S.N.U.F.F.
- 2013 — Бэтман Аполло
- 2014 — Любовь к трём цукербринам[50]
- 2015 — Смотритель[51]
- 2016 — Лампа Мафусаила, или Крайняя битва чекистов с масонами[52]
- 2017 — iPhuck 10
- 2018 — Тайные виды на гору Фудзи[53]
- 2020 — Непобедимое Солнце[36]
- 2021 — Transhumanism Inc.
- 2022 — KGBT+
- 2023 — Путешествие в Элевсин
- 2024 — Круть
- 2025 — Агент Белая псина

### Повести
- 1990 — Затворник и Шестипалый
- 1991 — Принц Госплана
- 1993 — Жёлтая стрела
- 2003 — Македонская критика французской мысли (в составе сборника «ДПП (NN)»)
- 2008 — Зал поющих кариатид (в составе сборника «П5»)
- 2010 — Зенитные кодексы Аль-Эфесби (в составе сборника «Ананасная вода для прекрасной дамы»)
- 2010 — Операция «Burning Bush» (в составе сборника «Ананасная вода для прекрасной дамы»)
- 2019 — Иакинф (в составе сборника «Искусство лёгких касаний»)
- 2019 — Искусство лёгких касаний (в составе сборника «Искусство лёгких касаний»)

### Рассказы
- 1989 — Колдун Игнат и люди (сказочка)
- 1990 — Водонапорная башня
- 1990 — Оружие возмездия
- 1990 — Реконструктор (Об исследованиях П. Стецюка)
- 1991 — Вести из Непала
- 1991 — Встроенный напоминатель
- 1991 — Девятый сон Веры Павловны
- 1991 — День бульдозериста
- 1991 — Жизнь и приключения сарая Номер XII
- 1991 — Луноход (отрывок из повести «Омон Ра»)
- 1991 — Мардонги
- 1991 — Миттельшпиль
- 1991 — Музыка со столба
- 1991 — Онтология детства
- 1991 — Откровение Крегера (Комплект документации)
- 1991 — Проблема верволка в средней полосе (Верволки средней полосы)
- 1991 — СССР Тайшоу Чжуань. Китайская народная сказка (Правитель)
- 1991 — Синий фонарь
- 1991 — Спи
- 1991 — Ухряб
- 1991 — Хрустальный мир
- 1992 — Ника
- 1993 — Бубен Нижнего мира (Зелёная коробочка)
- 1993 — Бубен Верхнего мира
- 1993 — Зигмунд в кафе
- 1993 — Полёт над гнездом врага (глава из романа «Жизнь насекомых»)
- 1993 — Происхождение видов
- 1994 — Иван Кублаханов
- 1994 — Тарзанка
- 1995 — Папахи на башнях
- 1996 — Святочный киберпанк, или Рождественская Ночь-117.DIR
- 1997 — Греческий вариант
- 1997 — Краткая история пэйнтбола в Москве
- 1999 — Нижняя тундра
- 1999 — Явление героя (отрывок из романа «Generation П»)
- 2001 — Time Out (Тайм-аут, или Вечерняя Москва)
- 2003 — Акико (в составе сборника «ДПП (NN)»)
- 2003 — Гость на празднике Бон (в составе сборника «ДПП (NN)»)
- 2003 — Запись о поиске ветра (в составе сборника «ДПП (NN)»)
- 2003 — Один вог (в составе сборника «ДПП (NN)»)
- 2003 — Фокус-группа (в составе сборника «ДПП (NN)»)
- 2004 — Свет горизонта (дополнение к «Жизни насекомых»)
- 2005 — Who by fire
- 2008 — Кормление крокодила Хуфу (в составе сборника «П5»)
- 2008 — Некромент (в составе сборника «П5»)
- 2008 — Пространство Фридмана (в составе сборника «П5»)
- 2008 — Ассасин (в составе сборника «П5»)
- 2010 — Созерцатель тени (в составе сборника «Ананасная вода для прекрасной дамы»)
- 2010 — Тхаги (в составе сборника «Ананасная вода для прекрасной дамы»)
- 2010 — Отель хороших воплощений (в составе сборника «Ананасная вода для прекрасной дамы»)
- 2019 — Столыпин (в составе сборника «Искусство лёгких касаний»)

### Эссе
- 1990 — Гадание на рунах, или Рунический оракул Ральфа Блума
- 1990 — Зомбификация. Опыт сравнительной антропологии (Зомбификация советского человека)
- 1993 — ГКЧП как Тетраграмматон
- 1993 — Джон Фаулз и трагедия русского либерализма
- 1993 — Икстлан — Петушки
- 1996 — Ultima Тулеев, или Дао выборов
- 1998 — Имена олигархов на карте Родины[54]
- 1998 — Последняя шутка воина
- 2001 — Код Мира (на русском не публиковалось, в сети есть перевод с немецкого, выполненный энтузиастами)
- 2001 — Мост, который я хотел перейти
- 2001 — Подземное небо (на русском не публиковалось, в сети есть перевод с немецкого, выполненный энтузиастами)
- 2002 — My Mescalito Trip (Мой мескалитовый трип) (написано автором по-английски, в сети имеются переводы на русский, выполненные энтузиастами)

### Стихи
- 1993 — Осень (стихотворение из романа «Чапаев и Пустота»)
- 2003 — Элегия 2 (в составе сборника «ДПП (NN)»)
- 2005 — Психическая атака. Сонет (в составе сборника «Relics. Раннее и неизданное»)
- 2017 — Роза Ветровская (стихотворение из романа «iPhuck 10»)
- 2006 — Стас Архонтофф (стихотворение из романа «Empire V»)
- 2006 — COME RЯ (стихотворение из романа «Empire V»)

### Статьи
- 1999 — Виктор Пелевин спрашивает PRов

### Сборники
- 1991 — Синий фонарь
  - Жизнь и приключения сарая Номер XII
  - Затворник и Шестипалый
  - Проблема верволка в Средней полосе
  - Принц Госплана
  - Спи
  - Вести из Непала
  - Девятый сон Веры Павловны
  - Синий Фонарь
  - СССР Тайшоу Чжуань. Китайская народная сказка
  - Мардонги
  - День бульдозериста
  - Онтология детства
  - Встроенный напоминатель
  - Миттельшпиль
  - Ухряб
  - Музыка со столба
  - Луноход
  - Откровение Крегера (комплект документов)
  - Оружие возмездия
  - Реконструктор (Об исследованиях П. Стецюка)
  - Хрустальный мир
- 1996 — Сочинения
  - Бубен нижнего мира
    - Омон Ра
      - Луноход

    - Хрустальный мир
    - Спи
    - Онтология детства
    - День бульдозериста
    - Ухряб
    - Музыка со столба
    - Вести из Непала
    - Миттельшпиль
    - Откровение Крегера (комплект документов)
    - Оружие возмездия
    - Реконструктор (Об исследованиях П. Стецюка)
    - Водонапорная башня
    - Мардонги
    - Девятый сон Веры Павловны
    - Иван Кублаханов
    - СССР Тайшоу Чжуань. Китайская народная сказка
    - Встроенный напоминатель
    - Зигмунд в кафе
    - Происхождение видов
    - Бубен нижнего мира

  - Бубен верхнего мира
    - Жизнь насекомых
    - Затворник и Шестипалый
    - Принц Госплана
    - Жёлтая стрела
    - Ника
    - Синий Фонарь
    - Проблема верволка в Средней полосе
    - Жизнь и приключения сарая Номер XII
    - Тарзанка
    - Бубен верхнего мира
- 1998 — Жёлтая стрела
  -     - Жёлтая стрела
    - Затворник и Шестипалый
    - Принц Госплана
    - Хрустальный мир
    - Вести из Непала
    - Проблема верволка в Средней полосе
    - Онтология детства
    - Происхождение видов
    - Синий фонарь
    - Мардонги
    - Бубен верхнего мира
    - Ухряб
    - Иван Кублаханов
    - Оружие возмездия
    - Девятый сон Веры Павловны
    - Зигмунд в кафе
    - Спи
    - Ника
    - Реконструктор
    - Встроенный напоминатель
    - День бульдозериста
    - Тарзанка
- 2000 — Омон Ра
  - Омон Ра
  - Рассказы
    - Миттельшпиль
    - Откровение Крегера (комплект документов)
    - Жизнь и приключения сарая Номер XII
    - Водонапорная башня
    - Бубен Нижнего Мира
    - СССР Тайшоу Чжуань. Китайская народная сказка
- 2001 — Затворник и Шестипалый
  - Жёлтая стрела
  - Затворник и Шестипалый
  - Принц Госплана
- 2002 — Встроенный напоминатель
- 2003 — Песни царства «Я»
  - Чапаев и Пустота
  - Жизнь насекомых
  - Омон Ра
  - Жёлтая стрела
  - Generation «П»
- 2003 — ДПП (NN)
  - Элегия 2
  - Мощь Великого
    - Числа (роман)
    - Македонская критика французской мысли (повесть)
    - Один вог (рассказ)
    - Акико (рассказ)
    - Фокус-группа (рассказ)

  - Жизнь замечательных людей
    - Гость на празднике Бон (рассказ)
    - Запись о поиске ветра (рассказ)
- 2005 — Все повести и эссе
- 2005 — Все рассказы
- 2005 — Relics. Раннее и неизданное
- 2007 — Македонская критика французской мысли
  - Повести
    - Македонская критика французской мысли
    - День бульдозериста

  - Рассказы
    - Память огненных лет
      - Музыка со столба
      - Откровение Крегера (комплект документации)
      - Оружие возмездия
      - Реконструктор (Об исследованиях П. Стецюка)
      - Хрустальный мир

    - Ника
      - Происхождение видов
      - Бубен Верхнего Мира
      - Иван Кублаханов
      - Бубен Нижнего Мира
      - Тарзанка
      - Ника
- 2008 — П5: Прощальные песни политических пигмеев Пиндостана
  - Зал поющих кариатид
  - Кормление крокодила Хуфу
  - Некромент
  - Пространство Фридмана
  - Ассасин
- 2010 — Ананасная вода для прекрасной дамы
  - Часть I. Боги и механизмы
    - Операция «Burning Bush»
    - Зенитные кодексы Аль-Эфесби
      - I. Freedom Liberator
      - II. Советский Реквием

  - Часть II. Механизмы и боги
    - Созерцатель тени
    - Тхаги
    - Отель хороших воплощений
- 2019 — Искусство лёгких касаний[55]
  - Часть первая. Сатурн почти не виден
    - Иакинф
    - Искусство лёгких касаний

  - Часть вторая. Бой после победы
    - Столыпин

## Адаптации
Произведения писателя неоднократно ставились в театре. Так, в 2000 году Павел Урсул в здании Театра клоунады имени Терезы Дуровой представил спектакль «Чапаев и Пустота», а в 2001 году киевский театр ДАХ поставил по тому же роману спектакль «…четвёртый лишний…». В 2005 году в рамках театрального фестиваля NET в Театральном центре «На Страстном» состоялась премьера интерактивного спектакля Жу Монтвилайте Shlem.com по роману Пелевина «Шлем ужаса». В 2007 году на сцене филиала московского театра имени Пушкина спектакль «Бубен верхнего мира», поставленный режиссёром Мариной Брусникиной по мотивам рассказов Пелевина, открыл новый театральный сезон, а в феврале 2008 года в Театральном центре на Страстном состоялась премьера спектакля «Хрустальный мир» по одноимённому рассказу писателя (режиссёр Сергей Щедрин). В 2016 году режиссёром Максимом Диденко совместно с Мастерской Брусникина поставлен спектакль «Чапаев и Пустота» в театре «Практика». В 2018 году спектакль «Омон Ра» по одноимённому роману писателя был поставлен в Русском театре Эстонии (реж. Никита Бетехтин). В 2022 году спектакль «Омон Ра» был поставлен в МХТ имени Чехова (реж. Михаил Рахлин).
В 2008 году в СМИ появилась информация о том, что компания «Гарпастум-фильм» снимет фильм «А Хули» по «Священной книге оборотня» Пелевина. В 2009 году стало известно о съёмках в Германии фильма «Мизинец Будды» (Buddha’s little finger) по мотивам романа «Чапаев и пустота». 14 апреля 2011 года в российский прокат вышел фильм «Generation П», снятый Виктором Гинзбургом по одноимённому роману Пелевина. Картина снималась с октября 2006 по январь 2011 года, её бюджет составил 7,5 миллиона долларов. Сам писатель в съёмках фильма участия не принимал. Фильм оказался успешным, и в мае 2011 года Гинзбург объявил о намерении экранизировать ещё один роман Пелевина — «Empire V». На роль Митры в экранизации Гинзбург утвердил известного российского рэпера Oxxxymiron (Мирон Фёдоров), на роль Рамы — актёра Павла Табакова. Фильм, премьера которого неоднократно откладывалась, должен был выйти в прокат 31 марта 2022 года, однако по состоянию на июль 2022 года прокатные перспективы фильма остаются не определены.
13 апреля 2016 года вышел фильм под названием «Мухаморы» (студия «Патриот синема»), частично основанный на рассказе «Музыка со столба».
В 2018 году издательством «Комильфо» была издана комикс-адаптация книги «Омон Ра». Сценарист — Кирилл Кутузов, художник — Аскольд Акишин.

### Список экранизаций
- 2000 — «Ничего страшного» (дипломная работа режиссёра Ульяны Шилкиной) — короткометражная экранизация рассказа «Синий фонарь»;
- 2011 — «Generation П» (режиссёр Виктор Гинзбург);
- 2011 — «Бубен Верхнего мира» (режиссёр Сергей Гоникберг) — короткометражный фильм;
- 2012 — «Спокойной ночи!» — не был завершён;
- 2014 — «Никого внизу, ничего вверху» (режиссёр Анастасия Власова) — короткометражная экранизация рассказа «Бубен верхнего мира»;
- 2015 — «Мизинец Будды» (режиссёр Тони Пембертон) — немецкая экранизация по мотивам романа «Чапаев и Пустота»[62];
- 2015 — «Бубен Верхнего Мира» (режиссёр Татьяна Перцева) — короткометражный фильм[63];
- 2016 — «Мухаморы» (режиссёр Рубик Злословский, в главной роли Александр Баширов) — фантазии на тему рассказа «Музыка со столба»;
- 2017 — «Колдун Игнат и люди» (режиссёр Максим Фирсенко) — короткометражный фильм;
- 2020 — «Бубен Верхнего Мира» (режиссёр Сергей Голдин) — короткометражный фильм из цикла «Русский сюжет»[64];
- 2022 — «Ампир V» (режиссёр Виктор Гинзбург, в главных ролях Павел Табаков и рэпер Oxxxymiron) — картина не получила прокатное удостоверение[65];
- 2024 — «Вести из Непала» (режиссёр Михаил Балабин) — короткометражный фильм[66].

## Награды и премии
- 1990: «Великое Кольцо-1990» за рассказ «Реконструктор»[67]
- 1990: «Золотой шар-1990» за повесть «Затворник и Шестипалый»[67]
- 1991: «Великое Кольцо-1991» за повесть «Принц Госплана»[67]
- 1992: Малая Букеровская премия за сборник «Синий фонарь»[67]
- 1993: «Великое Кольцо-1993» за рассказ «Бубен Верхнего мира»[67]
- 1993: «Бронзовая улитка-1993» за роман «Омон Ра»[67]
- 1993: «Интерпресскон-1993» за роман «Омон Ра»[67]
- 1993: «Интерпресскон-1993» за повесть «Принц Госплана»[67]
- 1995: «Странник-1995» за эссе «Зомбификация»[67]
- 1997: «Странник-1997» за роман «Чапаев и Пустота»[67]
- 2000: «Немецкая литературная премия имени Рихарда Шёнфельда» за роман «Generation P»
- 2001: «Нонино-2001» в Зальцбурге как лучшему иностранному писателю
- 2001: «Дублинская литературная премия»: роман «Чапаев и Пустота» вошёл в шорт-лист[68]
- 2003: «Премия Аполлона Григорьева-2003» за роман «ДПП NN»
- 2004: «Национальный бестселлер-2004» за роман «ДПП NN»[69]
- 2007: Национальная литературная премия «Большая книга»: финалист, один из трёх победителей читательского интернет-голосования (роман «Empire V»)[70]
- 2010: Национальная литературная премия «Большая книга»: третья премия (роман «t»)[71][72]
- «Интерпресскон», 2015: лауреат (за роман «Любовь к трём цукербринам»)[73]
- 2017: Премия Андрея Белого за роман «iPhuck 10»[74]
- 2019: Литературная премия «НОС» в номинации «Приз зрительских симпатий» за роман «iPhuck 10»[75]
- 2019: Литературная региональная премия «Волга/НОС». Архивировано 10 декабря 2019 года. (Нижний Новгород) за роман «iPhuck 10»[75]
- 2019: Литературная премия «Премия Читателя» за роман «Тайные виды на гору Фудзи»[76]
- 2021: Премия European Science Fiction Awards в номинации «Лучший автор»[77]

## Отзывы

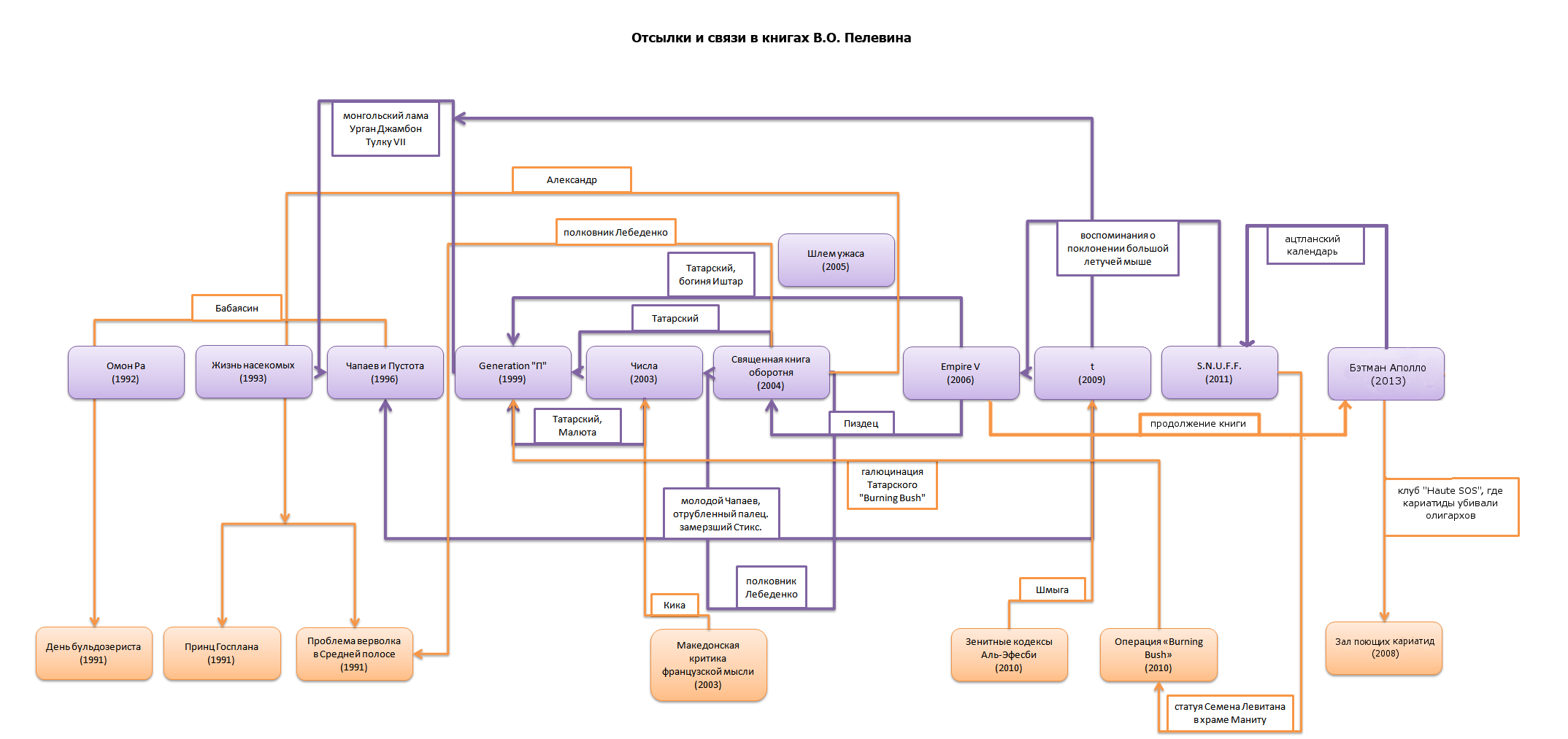
Схема перекрёстных аллюзий в книгах Пелевина (на 2013 год).

Литературные критики, помимо буддийских мотивов, отмечали склонность Пелевина к постмодернизму и абсурдизму. Упоминалось также и влияние на творчество писателя эзотерической традиции и сатирической научной фантастики. В интервью канадско-американскому писателю Кларку Блейзу (1996) Пелевин признал, что российские критики причисляют его к когорте постмодернистов, хотя он не знает, что «это могло бы означать, так как у нас никакого модернизма не было», а «после социалистического реализма у нас настал постмодернизм».
Книги Пелевина переведены на основные языки мира, включая японский и китайский. French Magazine включил Пелевина в список 1000 самых влиятельных деятелей современной культуры. По результатам опроса на сайте OpenSpace.ru в 2009 году Пелевин был признан самым влиятельным интеллектуалом России.
Один из наиболее известных современных писателей-романистов в России.